# La Calera, Irapuato
La Calera är en ort i Mexiko.   Den ligger i kommunen Irapuato och delstaten Guanajuato, i den centrala delen av landet, 270 km nordväst om huvudstaden Mexico City. La Calera ligger 1 797 meter över havet och antalet invånare är 5 570.
Terrängen runt La Calera är lite kuperad. Runt La Calera är det tätbefolkat, med 276 invånare per kvadratkilometer. Närmaste större samhälle är Irapuato, 14,0 km söder om La Calera. Trakten runt La Calera består till största delen av jordbruksmark.